# Osama Daghles
Osama Mohd Fathi Daghles, noto anche con la traslitterazione Daghlas, detto Sam (in arabo سام دغلس‎?; Amman, 18 settembre 1979), è un ex cestista e allenatore di pallacanestro giordano.

## Carriera
Con la Giordania ha disputato i Campionati mondiali del 2010 e sei edizioni dei Campionati asiatici (2005, 2007, 2009, 2011, 2015, 2017).